# 윌 셀처
윌 셀처(Will Seltzer, 1948년 8월 5일 ~ )는 미국의 배우, 텔레비전 배우이다.
로스앤젤레스에서 태어났다.

## 영화
- FBI 기동 타격대 7 (1994년)
- 내전 (1991년)
- 전자 오락의 마법사 (1989년)
- 야간 파티 (1987년)
- 청춘 낙서 2 (1979년) - 앤디 헨더슨 역
- 베이비 블루 머린 (1976년)